# Bertrand Lamarche
Pour les articles homonymes, voir Lamarche.
Bertrand Lamarche est un artiste français, né en 1966 à Paris, où il vit et travaille.

## Biographie
Son œuvre débute tout d'abord autour de travaux sur le paysage, avec l'observation de la vue du viaduc JFK à Nancy. Créant maquettes et documents photographiques, son œuvre intègre progressivement des phénomènes météorologiques, comme les vortex ou tornades qui lui permettent de créer une tension dramatique mais aussi les conditions d'un scénario.
Une autre partie de son œuvre, s'intéresse à Kate Bush comme figure tutélaire de son travail, et de son intérêt pour le son, la musique et les platines vinyles.
Bertrand Lamarche est nommé pour le prix Marcel-Duchamp 2012, décerné à l'issue de la FIAC.

## Expositions
Son intérêt pour la modélisation, et pour la météorologie le conduit à réaliser un certain nombre de projets fictionnels qui donnent lieu, à différentes expositions, notamment à La Galerie (centre d'art de Noisy-le-Sec), le CCC (centre de création contemporaine) à Tours, le Palais de Tokyo, le centre régional d'art contemporain de Sète, le MAC/VAL de Vitry-sur-Seine…
En 2012, deux expositions monographiques lui sont consacrées au CCC de Tours et au FRAC Centre.